# Crkva Vaznesenja Gospodnjeg u Gračanici
Crkva Vaznesenja Gospodnjeg u Gračanici u Bosni i Hercegovini, trenutačno u sastavu Zvorničko-tuzlanske eparhije. Komisija za očuvanje nacionalnih spomenika, na sjednici održanoj od 2. do 4. rujna 2013. godine u Sarajevu, donijela je odluku da se crkva s ikonostasom proglasi za nacionalni nacionalni spomenik Bosne i Hercegovine.

## Povijest
Gradnja crkve započeta je 1921. a završena je 1926. godine. Parohijska Crkva Vaznesenja Gospodnjeg osvećena je 1925. godine. Na prostoru gornjeg dijela naselja Srpska Varoš u Gračanici, nalazila se pravoslavna crkva manjih dimenzija, koja je zbog svoje dotrajalosti srušena. Članovi Crkvenog odbora (među kojima su Hadžistević, Ivanišević, Blagojević) počeli su zagovarati izgradnju nove pravoslavne crkve u Gračanici. Pravoslavna crkvena općina je uputila zahtjev Gradskoj upravi Gračanice da joj dodijeli novi lokalitet za gradnju crkve i to u središtu grada, s obrazloženjem da namjerava graditi veći objekt, s tri kupole. Gradnja crkve započeta je 1921. a završena je 1926. godine. Parohijski hram Vaznesenja Gospodnjeg osvećen je 1925. godine. Osvećenje je izvršio episkop šabački Mihajlo.
Živopis Crkve izveden je u periodu od 1986. do 1989. godine. Crkvu je živopisao akademski slikar slikar Dimitrij Ridžiski, iako bez teološke naobrazbe poštovao je tematski program živopisa, ali i ikonografske kanone uopće. Prostor zida bez zidnih slika prekriven je šablonskim ukrasima (uglavnom prepleti i križevi). Zidne slike su od ostatka zida odvojene iluzijom okvira.

## Vanjske poveznice
- Pravoslavna crkva u Gračanici  Arhivirana inačica izvorne stranice od 2. ožujka 2020. (Wayback Machine)